# Dolichomastix bispinosa
Dolichomastix bispinosa là một loài tò vò trong họ Ichneumonidae.